# Уолтър Кънингам
Рони Уолтър Кънингам (на английски: Ronnie Walter Cunningham) е роден на 16 март 1932 г. в Крестън, Айова. Полковник от Въздушните сили на Корпуса на морската пехота на САЩ и астронавт на НАСА. Пилот на лунния модул на Аполо 7 през 1968 г.

## Биография
Уолтър Кънингам е завършил през 1960 г. Venice High School, Калифорния. Днес висшето учебно заведение носи неговото име. През 1961 г. получава бакалавърска степен по физика от Калифорнийския университет и стипендия за редовен докторант. През 1974 г. завършва магистърска програма по корпоративен мениджмънт в Харвард. Кънингам постъпва в USMC през 1951 г. и завършва курса за морски пилоти през 1952 г. От следващата година до пенсионирането си, като полковник, през 1975 г. служи в Корпуса на морската пехота на САЩ като боен пилот.

## Служба в НАСА
На 17 октомври 1963 г., Уолтър Кънингам е избран от НАСА, Астронавтска група №3. От 11 до 22 октомври 1968 г. извършва космически полет като пилот на лунния модул на Аполо 7. След полета заема различни административни длъжности в НАСА, най-високата от които е Мениджър на програмата „Скайлаб“. След полета на Аполо 7 никога не е включван в екипажите за следващи мисии.

## След НАСА
Кънингам напуска НАСА през 1974 г. и започва частен бизнес. През 1977 г. публикува книгата си „Всички американски момчета“, в която увлекателно описва своите астронавтски дни. През 2007 г. е съавтор на нашумялата книга „В сянката на Луната“, а същевременно е и неин основен дистрибутор.
Умира на 3 януари 2023 г. в Хюстън на 90-годишна възраст.

## Награди
- Медал на НАСА за участие в космически полет;
- През 2008 г. НАСА награждава Кънингам с Медал „За отлична служба“ за мисията на Аполо 7.